# Křováčkovití
Křováčkovití (Atrichornithidae) je malá čeleď primitivních zpěvných ptáků s jediným rodem křováček (Atrichornis) se dvěma druhy. Žijí pouze v Austrálii.

## Fylogeneze a taxonomie
Křováčci jsou spolu s lyrochvosty první vývojovou větví zpěvných ptáků, která se oddělila po jejich rozštěpení od křikavých. Spolu s dalšími primitivními větvemi jsou řazeni do parafyletické skupiny parakorvidů.

## Druhy
- křováček rezavý (Atrichornis rufecens) – žije v izolovaných populacích v Novém Jižním Walesu a Queenslandu v Austrálii. Začátkem 19. století čítala populace asi 12 000 párů, při průzkumu v letech 1979–1983 bylo zaznamenáno jen asi 2 500 párů. Předběžné výsledky dalšího průzkumu z roku 1999 naznačují další pokles. Původní hlavní hrozbou bylo kácení eukalyptových pralesů.[2]
- křováček zvučný (A. clamosus) – žije na jižním pobřeží Západní Austrálie. Byl objeven v roce 1961. V současné době existuje pět postupně splývajících populací, na dalších dvou místech byl reintrodukován. Populace byla odhadována na 1500 hnízdících ptáků, nicméně následné lesní požáry (prosinec 2000 a prosinec 2004) výrazně postihly hlavní subpopulaci.[3]